# Bolezen itai-itai
Bolezen itai-itai je ime za množično zastrupitev s kadmijem v prefekturi Toyama na Japonskem, ki se je začela pojavljati okoli leta 1912, vzrok pa do 1946 ni bil pojasnjen. Zastrupitev s kadmijem je pri žrtvah povzročila mehčanje kosti in odpoved ledvic. Naziv itai-itai so bolezni nadeli domačini in pomeni au, au!, zaradi hudih bolečin v hrbtenici in sklepih. Kadmij so v reke izpuščala rudarska podjetja v gorah. Bolezen itai-itai je znana kot ena izmed štirih velikih bolezni, ki so se pojavile na Japonskem zaradi onesnaženja okolja.

## Simptomi
Ena od poglavitnih posledic zastrupitve s kadmijem so šibke in krhke kosti. Pojavljajo so bolečine v hrbtenici in nogah, zaradi deformacij kosti, ki jih povzroči kadmij, pa je hoja pogosto otežena. Bolečine sčasoma postajajo čedalje neznosnejše, ko kosti bolj in bolj slabijo in se lomijo. Drugi znaki bolezni so še kašelj, slabokrvnost in odpoved ledvic, ki vodi v smrt.
Bolezen je najbolj prizadela ženske v menopavzi. Vzrok za to ni povsem pojasnjen, kaže pa na splošno neprehranjenost ter okrnjeno presnovo kalcija pri ženskah v višji starosti.